# Místico (lutador)
Luis Ignascio Urive Alvirde (Cidade Do México, México, 22 de dezembro de 1982) é um lutador de Wrestling Profissional mexicano, amplamente reconhecido como um dos maiores lutadores mexicanos de todos os tempos. Atualmente, Alvirde trabalha para a empresa Consejo Mundial de Lucha Libre (CMLL) sob o nome  Místico. Entre 2011 e 2013, Alvirde atuou na WWE, onde era conhecido como Sin Cara.

## No Wrestling
- Movimentos de finalização
  - "La Mistica" ("tilt–a–whirl headscissors takedown" passando no meio do movimento para um "single arm DDT floated over" terminando em um "fujiwara armbar")[11]
  - "Flip Bottom ( Em cima das cordas )"
  - "Mistyfila Cariñosa" ( Running rope backdown-flip elbow drop )

- Movimentos secundários
  - "Arm drag", algumas vezes da segunda corda ou precedido por um "tilt–a–whirl headscissors takedown"[3]
  - "El Péndulo" ("tiger feint kick")[12]
  - "Hurricanrana",[12] às vezes do topo do córner top rope ou precedendo um slingshot
  - "Leg trap sunset flip powerbomb"
  - "Slingshot corkscrew crossbody"[12]
  - "Springboard moonsault"[3]
  - "Superkick"

- Temas de entrada
  - "Me Muero" de La 5ª Estación
  - "Ameno" de Era
  - "Ancient Spirit" de Jim Johnston"

## Títulos e prêmios
- Consejo Mundial de Lucha Libre
  - CMLL World Tag Team Championship (4 vezes) – com Negro Casas (2) e Héctor Garza (2)[13][14][15][16]
  - CMLL World Welterweight Championship (1 vez)[17]
  - Mexican National Light Heavyweight Championship (1 vez)[18]
  - NWA World Middleweight Championship (2 vezes)[19][20]
  - Torneo Gran Alternativa (2004) – com El Hijo del Santo[21]
  - Torneo Gran Alternativa (2007) – com La Sombra[22]
  - Leyenda de Plata: 2006, 2007, 2008[9][23][24][25]

- Festival Mundial de Lucha Libre
  - FMLL World Championship (1 vez, atual)[26]

- International Wrestling Revolution Group
  - IWRG Intercontinental Super Welterweight Championship (1 vez)[27]

- New Japan Pro Wrestling
  - IWGP Junior Heavyweight Championship (1 vez)[28]

- Pro Wrestling Illustrated
  - PWI o colocou como 3°' dos 500 melhores lutadores singulares durante a PWI 500 de 2007[29]

- Universal Wrestling Entertainment
  1. Trofeo Bicentenario (2010)[30]

- Wrestling Observer Newsletter awards
  - Best Box Office Draw (2006)
  - Best Box Office Draw of the Decade (2000–2009)[31]
  - Best Flying Wrestler (2006, 2007)[32]
  - Wrestler of the Year (2006)[32]

| Aposta         | Vencedor              | Perdedor        | Localidade                       | Data                   | Notas                                      |
| -------------- | --------------------- | --------------- | -------------------------------- | ---------------------- | ------------------------------------------ |
| Máscara        | Místico e Volador Jr. | Anthrax e Èbola | Guadalajara, Jalisco, México     | 17 de outubro de 2004  | [ 9 ]                                      |
| Máscara        | Místico               | Black Warrior   | Cidade do México, México         | 29 de setembro de 2006 | CMLL 73rd Anniversary Show                 |
| Máscara        | Místico               | Hijo Del Diablo | Baja California, Mexico          | 1 de dezembro de 2006  | [ 34 ]                                     |
| Máscara        | Místico               | Sepulturero     | Estado do México, México         | 27 de janeiro de 2007  | [ 34 ]                                     |
| Máscara        | Místico               | Skayde          | Cidade do México, México         | 1 de abril de 2007     | [ 34 ]                                     |
| Máscara        | Místico               | Misterioso      | Tijuana, Baja California, Mexico | 7 de outubro de 2007   | [ 9 ]                                      |
| Máscara/Cabelo | Místico               | Negro Casas     | Cidade do México, México         | 18 de setembro de 2009 | CMLL 76th Anniversary Show                 |
| Máscara        | Místico               | El Oriental     | Nuevo Laredo, Tamaulipas         | 12 de julho de 2010    | Promociones Gutiérrez 1st Anniversary Show |